# Евакуація Науру
Евакуація Науру — події часів Другої світової війни, пов'язані з полишенням австралійцями тихоокеанського острова Науру, розташованого на південь від Маршаллових островів та на захід від островів Гілберта.
На Науру велась розробка родовища високоякісних фосфоритів, що стало причиною нападу у грудні 1940 року германських рейдерів. Як наслідок, австралійське командування вирішило організувати оборону острова і у лютому 1941-го сюди прибув невеликий загін, сформований в полку 2/13 польової артилерії, з двома 18-фунтовими (83,8-мм) гарматами. У серпні того ж року гарнізон підсилили за рахунок військовослужбовців із 31-го та 51-го піхотних батальйонів (через пару років будуть об'єднані у 31/51 батальйон, котрий візьме участь у кампаніях на Новій Гвінеї та Бугенвілі), котрих доправили на переобладнаному легкому крейсері HMAS Westralia.
Незадовго до того, 17 липня 1941 року, норвезьке судно Skagerak провело евакуацію 93 цивільних європейців, присутність яких не була обов'язковою для роботи фосфатного виробництва (HMAS Westralia, котрий займався ескортуванням суден між Науру, Новою Зеландією та Австралією, також прийняв у цьому участь). Інфраструктура видобутку фосфатів тим же літом була замінована, щоб не допустити його потрапляння у руки японців, зіткнення з якими ставало все більш ймовірним.
Невдовзі після нападу на Перл-Гарбор над Науру почались польоти японських літаків, котрі окрім розвідки могли провадити бомбардування. Крім того, 10 грудня японські сили висадились у північній частині островів Гілберта, не так вже й далеко від Науру. Враховуючи, що наявні на Науру сили створювались з розрахунку на протидію рейдерам та навряд чи могли вчинити ефективний спротив японському десанту, було прийняте рішення про полишення цього острова.
Евакуацію провели в останній декаді лютого 1942 року. Безпосередньо вивіз людей доручили здійснити французькому есмінцю Le Triomphant, що вирізнявся високою швидкістю. 21 лютого він зустрівся в одній із заток острова Малекула (Нові Гебриди) з транспортом Trienza, який передав запаси паливної нафти, продовольства то води.
23 лютого Le Triomphant прибув на Науру та прийняв на борт всіх призначених для евакуації. Окрім 61 цивільного європейця та 49 військовослужбовців, з острова вивезли 391 китайського робітника, щодо яких можна було очікувати японських репресій. На Науру залишилось 7 європейців та місцеві мікронезійці. По відношенню до останніх не очікували якихось ексцесів, проте надалі більшість із них були вивезені японцями для використання на примусових роботах, причому третина депортованих загинула.
Наприкінці серпня 1942 року на Науру нарешті висадились японці. За одними даними, їм так і не вдалось відновити розробку фосфоритів, утім, за іншою версією, японська компанія Nanyo Takushoku Kaisha зайнялась цим, проте вже у червні 1943 року видобуток припинився.